# Menophra variegata
Menophra variegata là một loài bướm đêm trong họ Geometridae.